# Heinz Friedrich (Journalist)
Heinz Friedrich (* 28. Juni 1914 in Reichenhain (heute Ortsteil von Chemnitz); † 5. Oktober 1977 in Berlin) war ein deutscher Widerstandskämpfer gegen den Nationalsozialismus und späterer Journalist, Verlagsleiter und Funktionär der Sozialistischen Einheitspartei Deutschlands (SED) in der frühen Deutschen Demokratischen Republik (DDR). Er war in den 1950er Jahren Chefredakteur verschiedener überregionaler Tageszeitungen, darunter das Neue Deutschland.

## Widerstandskämpfer gegen den Nationalsozialismus
Friedrich, Sohn einer Strumpfwirkerin und eines Drehers, erlernte nach dem Abschluss der Volksschule den Beruf des Druckers. 1928 trat er dem Verband deutscher Buchdrucker bei und wurde 1932 Mitglied und Funktionär des Kommunistischen Jugendverbands Deutschlands (KJVD) in Chemnitz. Bis 1932 war er als Drucker in Chemnitz tätig und wurde dann arbeitslos.
Im März 1933 wurde er zum Leiter des Unterbezirks Chemnitz des KJVD gewählt. Nach der Machtübernahme der Nationalsozialisten und dem Verbot kommunistischer Betätigung ging Friedrich im Januar 1934 ins Exil nach Moskau. 1934/35 besuchte er dort eine Lenin-Schule und wurde 1935 Mitglied der Kommunistischen Partei Deutschlands (KPD). Von Dezember 1935 bis 1937 hielt sich Friedrich im Parteiauftrag in Prag auf und leitete von dort aus die illegale Jugendarbeit der KPD in Berlin.
1937 delegierte ihn die KPD zum Weltjugendkongress in New York City. Im November und Dezember 1937 war Friedrich in der Schweiz wegen Passvergehen inhaftiert. 1938 ging er nach Paris, war dort Mitarbeiter des Zentralkomitees des KJVDs, deren Zeitung Junge Garde und des Deutschen Freiheitssenders 29,8. Im Juni 1938 wurde er in Abwesenheit aus Deutschland ausgebürgert und im August aus Frankreich ausgewiesen. Nach einigen Wochen illegalem Aufenthalt in Paris ging er in die Niederlande und nahm den Decknamen Jan Vermeulen an. Bis zum Ende des Zweiten Weltkriegs 1945 blieb er unentdeckt in Amsterdam und war als Verbindungsmann der KPD aktiv in der niederländischen Widerstandsbewegung. Zeitweise trug er den Decknamen Wim Freund.

## Journalist und Funktionär in der DDR
Im Oktober 1945 kehrte Friedrich nach Deutschland zurück und wurde Mitarbeiter der Sächsischen Zeitung in Chemnitz. Von 1947 bis 1951 war er Mitglied des Landesvorstands der SED in Sachsen und 1949/50 Mitglied der Kreisparteikontrollkommission in Chemnitz. 
Noch während eines dreijährigen Fernstudiums an der Parteihochschule „Karl Marx“ der SED wurde Friedrich 1950 Leiter des Amtes für Information bei der Landesregierung Sachsen und, als Nachfolger von Johannes König, Chefredakteur der Sächsischen Zeitung. Noch 1950 wechselte er zur Tageszeitung Neues Deutschland (ND) in Ostberlin und wurde dessen stellvertretender Chefredakteur. Nach dem Sturz Rudolf Herrnstadts in Folge des Volksaufstands am 17. Juni 1953 übernahm Friedrich dessen Position und wurde Chefredakteur des ND.
1955 übernahm Friedrich, als Nachfolger von Gerhard Kegel, die Leitung des Verlags Die Wirtschaft. Im April 1956 kehrte er zur Sächsischen Zeitung zurück und wurde deren Chefredakteur und zugleich Mitglied der SED-Bezirksleitung Karl-Marx-Stadt. Zusätzlich war Friedrich Mitglied des Zentralvorstands des Verbands der Journalisten der DDR.
Im Dezember 1961 geriet Friedrich in Konflikt mit der Partei- und Staatsführung und wurde wegen „Opportunismus und falscher Kaderpolitik“ aus der Bezirksleitung ausgeschlossen und als Chefredakteur entlassen. 1962/63 war er stellvertretender Leiter des Verlags Freiheit in Halle (Saale) und von 1963 bis 1974 Abteilungsleiter für Verlagsentwicklung bei der Zentralen Druckerei-, Einkaufs- und Revisionsgesellschaft der SED (Zentrag) in Berlin.

## Ehrungen
- 1958 Medaille für Kämpfer gegen den Faschismus 1933 bis 1945 (DDR)
- Vaterländische Verdienstorden in Silber